# Dipsadoboa
Dipsadoboa es un género de serpientes de la familia Colubridae. Sus especies se distribuyen por el África subsahariana.

## Especies
Se reconocen las siguientes:
- Dipsadoboa aulica (Günther, 1864)
- Dipsadoboa brevirostris (Sternfeld, 1908)
- Dipsadoboa duchesnii (Boulenger, 1901)
- Dipsadoboa flavida (Broadley & Stevens, 1971)
- Dipsadoboa shrevei (Loveridge, 1932)
- Dipsadoboa underwoodi Rasmussen, 1993
- Dipsadoboa unicolor Günther, 1858
- Dipsadoboa viridis (Peters, 1869)
- Dipsadoboa weileri (Lindholm, 1905)
- Dipsadoboa werneri (Boulenger, 1897)